# Поречье (Тихвинский район)
Поречье — деревня в Шугозёрском сельском поселении Тихвинского района Ленинградской области.

## История

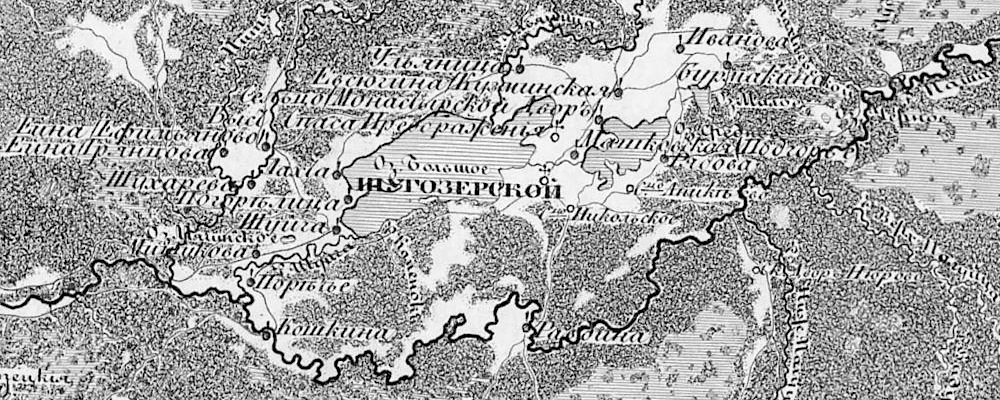
Деревня Поречье на семитопографической карте Новгородской губернии 1847 года

МИШКОВО (ПОРЕЧЬЕ) — деревня Мишковского общества, прихода Большешугозёрского погоста. 

Крестьянских дворов — 24. Строений — 40, в том числе жилых — 32.

Число жителей по семейным спискам 1879 г.: 49 м. п., 57 ж. п.; по приходским сведениям 1879 г.: 54 м. п., 52 ж. п.

В конце XIX — начале XX века деревня административно относилась к Кузьминской волости 2-го земского участка 2-го стана Тихвинского уезда Новгородской губернии.
По сведениям на 1 января 1913 года в деревне было 199 жителей из них детей в возрасте от 8 до 11 лет — 18 человек. Кроме того существовали два выселка из деревни, в первом было 20 жителей из них детей в возрасте от 8 до 11 лет — 3 человека, во втором — 26 жителей с 3 детьми.
С 1917 по 1918 год деревня Поречье входила в состав Кузьминской волости Тихвинского уезда Новгородской губернии. 
С 1918 года в составе Череповецкой губернии.
С 1924 года в составе Капшинской волости.
С 1927 года в составе Погорельского сельсовета Капшинского района.
В 1928 году население деревни Поречье составляло 132 человека.
Согласно карте Ленинградской области Северо-западного аэрогеодезического треста ГГУ издания 1932 года деревня насчитывала 15 крестьянских дворов. В деревне находилась часовня и водяная мельница:
| Внешние изображения | Внешние изображения                |
| ------------------- | ---------------------------------- |
|                     | Деревня Поречье на карте 1932 года |

По данным 1933 года деревня Поречье входила в состав Погорельского сельсовета Капшинского района Ленинградской области.
С 1954 года в составе Кузьминского сельсовета.
В 1958 году население деревни Поречье составляло 66 человек.
С 1963 года в составе Тихвинского района.
По данным 1966 и 1973 годов деревня Поречье также входила в состав Кузьминского сельсовета.
По данным 1990 года деревня Поречье входила в состав Шугозёрского сельсовета.
В 1997 году в деревне Поречье Шугозёрской волости проживали 8 человек, в 2002 году — 11 человек (все русские).
В 2007 году в деревне Поречье Шугозёрского СП проживали 5 человек, в 2010 году — 13.

## География
Деревня расположена в северо-восточной части района на автодороге 41К-928 (подъезд к дер. Поречье), к югу от автодороги 41К-946 (Озровичи — Пашозеро — Шугозеро — Ганьково).
Расстояние до административного центра поселения — 8 км.
Расстояние до ближайшей железнодорожной станции Тихвин — 65 км.
Деревня находится на правом берегу реки Паша, к западу от деревни протекает река Ульяница.

## Демография
| 2007 | 2010 | 2017 |
| ---- | ---- | ---- |
| 5    | ↗13  | ↘8   |

### Национальный состав
Согласно данным Всероссийской переписи населения 2021 года в деревне проживали 13 человек, из них:
 русские — 11 человек, остальные национальность не указали.

## Улицы
Лесная, Сенная.